# Merzario
La Merzario è stata una squadra di Formula 1 fondata dal pilota italiano Arturo Merzario.

## Storia
Alla fine degli anni settanta, dopo una lunga carriera in Formula 1 con team anche prestigiosi, Merzario decise di seguire le orme di Emerson Fittipaldi e di creare una scuderia gestita direttamente.

Arturo Merzario impegnato nella gara d'esordio come costruttore, il Gp d'Argentina 1978.

Strinse una collaborazione con l'esperto costruttore svizzero Guglielmo Bellasi, che aveva già fatto correre sue vetture nel campionato del mondo. La Merzario A1, di colore rosso e dotata del classico motore Ford Cosworth DFV, presentava alcune soluzioni originali come i radiatori immediatamente dietro alle ruote anteriori, frutto dell’esperienza accumulata dal pilota italiano in altre squadre. Tuttavia, dopo qualche gara, venne a mancare il supporto finanziario di uno dei suoi sponsor e così la vettura si trovò costretta a lottare per la qualificazione in ogni gara; inoltre, proprio in quegli anni la F1 abbandonava definitivamente l'impostazione semi professionale che permetteva anche a piccoli team di figurare con una certa dignità (si pensi ad Ensign, Surtees, Hesketh) per transitare in una dimensione gestibile solo da team blasonatissimi (come la Ferrari) o con alle spalle costruttori industriali, spesso scesi direttamente in campo (la Renault, fra tante). In ogni caso, si trattava del secondo costruttore italiano presente nella massima formula.
La vettura riuscì a raggiungere il traguardo solo al Gran Premio di Svezia della stagione 1978 (l'ultimo disputato nella nazione scandinava) dove finì sedicesima, seppure a 8 giri dal vincitore, risultando quindi non classificata.
Nel Gran Premio d'Austria debuttò la Merzario A1b con modifiche di dettaglio alle sospensioni, nuove parti in titanio e radiatori più piccoli. Al Gran Premio d'Italia, grazie alla collaborazione della rivista Autosprint, ed alla sottoscrizione dei lettori che superò gli otto milioni di lire, Merzario schierò due vetture: una (la prima A1) fu messa a disposizione del pilota Alberto Colombo, ma non riuscì a pre-qualificarsi.
Nel corso della stagione 1979, con i modelli A2 e A3, Merzario continuò la sua avventura in Formula 1 ma i risultati stentavano ad arrivare. A metà stagione rilevò tutto il materiale della scuderia Kauhsen in un ultimo tentativo di riscossa ma ancora una volta la nuova A4 era spesso la più lenta del plotone.
In tre stagioni complete di F1 la Merzario riuscì ad arrivare al traguardo una sola volta, nel GP del Belgio del 1977 (per altro, ciò si verificò con un telaio March). La vettura interamente costruita dal team Merzario invece non è stata classificata nell'unica gara portata a termine (GP di Svezia 1978). Nel Gp d'Italia 1979 la Merzario fu protagonista di un curioso aneddoto: la vettura del team principale infatti ebbe sulla livrea uno sponsor molto particolare: un'agenzia di pompe funebri, che si chiamava "La Varesina Sofar". 
Sempre in quel 1979 la Merzario (ancora con lo sponsor...funebre) disputò, la domenica seguente il GP d'Italia, una corsa di F1 (Gran Premio Dino Ferrari) non valevole per il Campionato del Mondo sulla pista di Imola, in una iniziativa voluta con forza da Enzo Ferrari, e qui riuscì a concludere la corsa, classificandosi all'undicesimo ed ultimo posto, a due giri dal vincitore Niki lauda su Brabham Alfa Romeo.
Per il 1980 Merzario aveva in progetto un nuovo modello per rientrare nel giro mondiale dal Gran Premio del Belgio ma fu soltanto una pre-iscrizione. La A4 venne adattata ai più piccoli motori BMW di Formula 2 e con questa macchina, chiamata M1, Arturo disputò tutto il Campionato Europeo della specialità. Insieme al pilota-costruttore, una seconda vettura venne schierata nelle prove dell'Europeo F2 ed affidata a Guido Daccò e poi a Piero Necchi.
Dopo due anni nei quali il pilota comasco decise di far correre in Formula 2 numerose March-Bmw trasformate in Italia, nel 1983, in collaborazione con l'Ing. Degan, ex Autodelta, venne costruito un telaio in carbonio che, affidato al francese Dallest, riuscì a dare finalmente qualche soddisfazione. Ancora una volta i pochi mezzi a disposizione resero impossibile lo sviluppo della monoposto tanto che, a metà stagione 1984, la Merzario dovette ritirarsi dalle competizioni.

## Risultati in F1
| Anno | Vettura   | Motore            | Gomme | Piloti   |  |  |  |  |     |    |    |  |     |     |    |  |    |  |  |  |  | Punti | Pos. |
| ---- | --------- | ----------------- | ----- | -------- |  |  |  |  | --- | -- | -- |  | --- | --- | -- |  | -- |  |  |  |  | ----- | ---- |
| 1977 | March 761 | Ford Cosworth DFV | G     | Merzario |  |  |  |  | Rit | NQ | 14 |  | Rit | Rit | NQ |  | NQ |  |  |  |  | 0     |      |

| Anno | Vettura | Motore            | Gomme | Piloti   |     |    |     |     |     |     |    |    |    |     |    |    |     |     |     |    |  | Punti | Pos. |
| ---- | ------- | ----------------- | ----- | -------- | --- | -- | --- | --- | --- | --- | -- | -- | -- | --- | -- | -- | --- | --- | --- | -- |  | ----- | ---- |
| 1978 | A1      | Ford Cosworth DFV | G     | Merzario | Rit | NQ | Rit | Rit | NPQ | NPQ | NQ | NC | NQ | Rit | NQ | NQ | Rit | Rit | Rit | NQ |  | 0     |      |
| 1978 | A1      | Ford Cosworth DFV | G     | Colombo  |     |    |     |     |     |     |    |    |    |     |    |    |     | NPQ |     |    |  | 0     |      |

| Anno | Vettura     | Motore            | Gomme | Piloti      |     |    |    |     |    |    |     |    |    |    |    |    |    |    |    |  |  | Punti | Pos. |
| ---- | ----------- | ----------------- | ----- | ----------- | --- | -- | -- | --- | -- | -- | --- | -- | -- | -- | -- | -- | -- | -- | -- |  |  | ----- | ---- |
| 1979 | A1, A2 e A4 | Ford Cosworth DFV | G     | Merzario    | Rit | NQ | NQ | Rit | NQ | NQ |     | NQ | NQ | NQ | NQ | NQ | NQ | NQ | NQ |  |  | 0     |      |
| 1979 | A1, A2 e A4 | Ford Cosworth DFV | G     | Brancatelli |     |    |    |     |    |    | NPQ |    |    |    |    |    |    |    |    |  |  | 0     |      |

| Legenda | 1º posto     | 2º posto | 3º posto    | A punti         | Senza punti/Non class.  | Grassetto – Pole position Corsivo – Giro più veloce |
| Legenda | Squalificato | Ritirato | Non partito | Non qualificato | Solo prove/Terzo pilota | Grassetto – Pole position Corsivo – Giro più veloce |